# Пармская ветчина

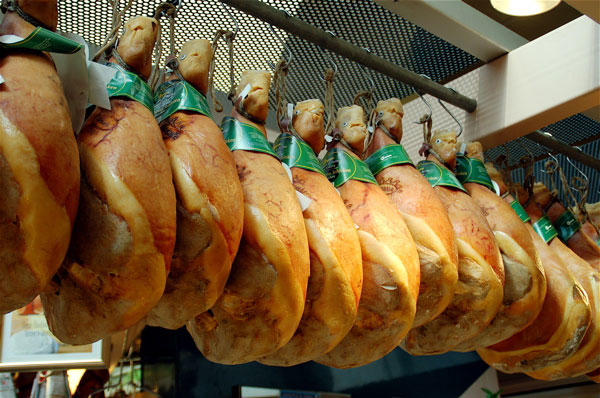
Пармская ветчина

Пармская ветчина (итал. Prosciutto di Parma) — сыровяленая ветчина (прошутто), производимая в итальянской провинции Парма к северо-западу от Болоньи. Пармскую ветчину отличает мягкий пряный вкус, розовый цвет, тонкие слои жира и хрупкая структура.
Пармская ветчина появилась и по сей день производится большей частью в посёлке Лангирано (итал. Langhirano) на реке Парме. Оригинальная пармская ветчина маркируется клеймом с изображением пятиконечной короны Пармского герцогства.
Пармская ветчина является закуской и в классическом рецепте сервируется с дыней или другими фруктами.

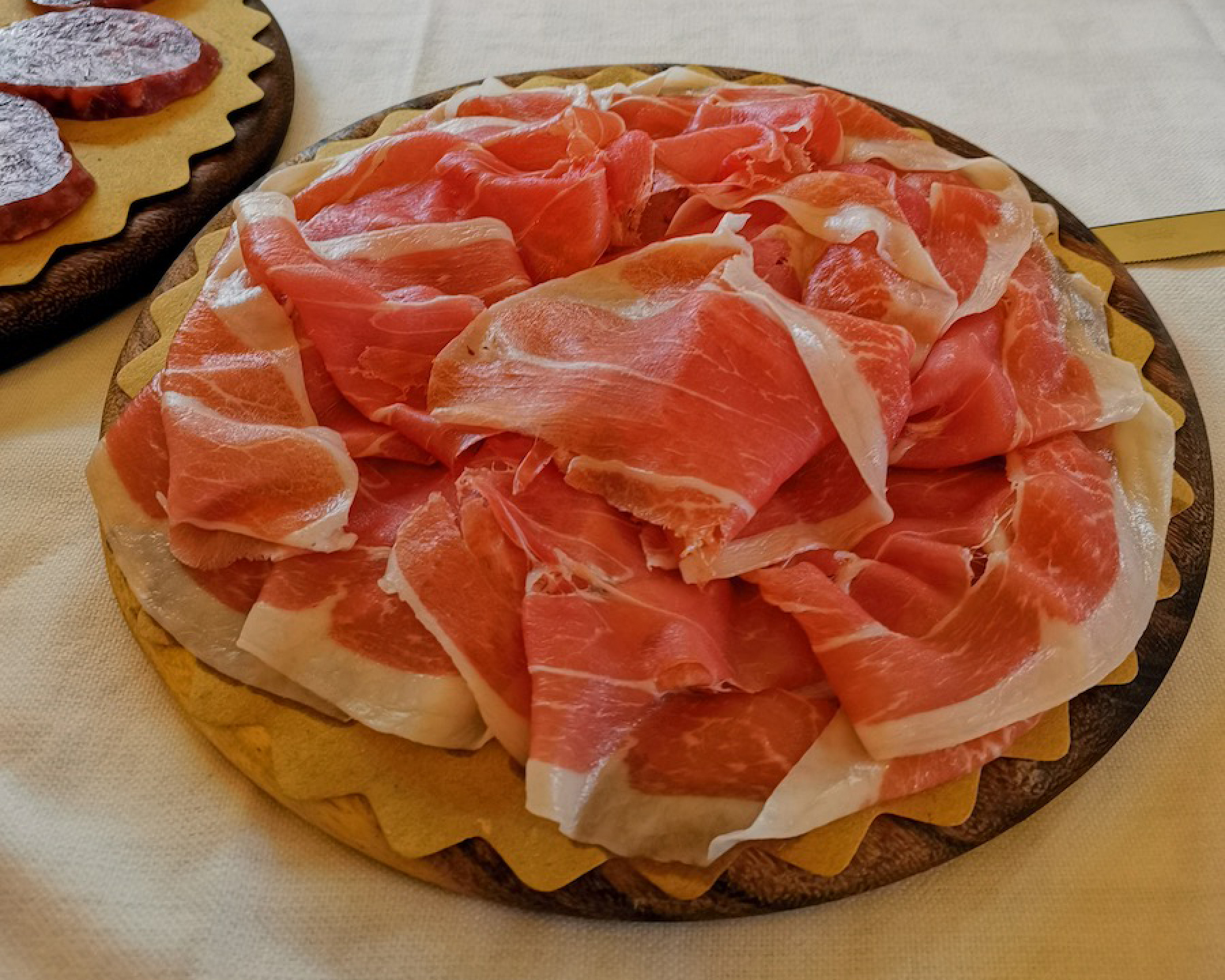
Пармская ветчина

Пармская ветчина производится только из свинины пород Large White, Landrance и Duroc, причём эти животные должны быть выращены исключительно в областях Средней или Северной Италии: Эмилия-Романья, Венеция, Ломбардия, Пьемонт, Молизе, Умбрия, Тоскана, Марке, Абруццо, Лацио, быть старше девяти месяцев и весить не менее 150 кг. 